# 상호보험
상호 보험(mutual insurance) 회사는 보험 가입자가 전적으로 소유한 보험 회사이다. 이는 소비자 협동조합의 한 형태이다. 상호 보험 회사가 벌어들인 이익은 회사 내에 유보되거나 배당 분배 또는 미래 보험료 할인 형태로 보험 가입자에게 환불된다. 이와 대조적으로, 주식 보험 회사는 회사 주식을 구매한 투자자가 소유하며, 주식 보험 회사가 발생시킨 이익은 보험 가입자에게 반드시 이익을 주지 않고 투자자에게 분배된다.
보험관계가 필요한 다수인이 직접 단체를 구성하여 상호적으로 보험을 행하는 경우의 보험으로 각 관계자는 보험입사계약(保險入社契約：entry)이라는 하나의 행위에 의해 상호보험관계가 생기고 보험자는 또 동시에 피보험자의 지위에 있게 된다. 영국의 선주상호보험법인(船主相互保險法人：Pd. I culb)같은 것이 그 예이다. 이것은 영리보험(營利保險)에 대립하는 개념으로 이 경우 보험계약관계는 존재하지 아니하므로 보험계약법규정은 적용되지 아니하나 상법은 그 성질이 상반되지 아니하는 한도 내에서 이것을 준용하도록 규정하고 있다(664조).

## 역사
상호 보험의 개념은 17세기 후반 잉글랜드에서 화재로 인한 손실을 보상하기 위해 시작되었다. 상호/재해 보험 산업은 1752년 벤저민 프랭클린이 화재로 인한 주택 보험을 위한 필라델피아 기여회를 설립하면서 미국에서 시작되었다. 상호 손해 보험 회사는 현재 전 세계 거의 모든 국가에 존재한다.
이 산업의 글로벌 동업 조합인 국제 협동 및 상호 보험 연맹(International Cooperative and Mutual Insurance Federation)은 74개국에 216개 회원사를 두고 있으며, 이는 400개 이상의 보험사를 대표한다. 북미에서는 1895년에 설립된 전국상호보험회사협회 (NAMIC)가 옹호 및 교육 분야에서 미국과 캐나다 상호 보험 회사를 대표하는 유일한 단체이다.

## 미국에서의 최근 발전
"상호 지주회사" 구조는 1995년 아이오와에서 처음 도입되었으며, 그 이후로 확산되었다. 상호 지주회사 전환이 회사 소유주인 보험 계약자에게 불리하다는 우려가 있었다.
상호 보험 회사의 주요 단점은 자본 조달의 어려움이다.
제111대 의회에서 캐럴린 멀로니는 상호 지주회사 소유주를 보호할 것이라고 주장하는 법안을 발의했다. H.R. 3291 법안은 위원회에서 폐기되었다.
상호 지주회사는 비상호화라고도 불리는 민영화의 한 방법이다.

## 상호 보험 회사 목록

### 다국적
- 국제상호협회

### 버뮤다
- 오일 인슈어런스 리미티드

### 캐나다
- 알고마 상호 보험 회사 (Algoma Mutual Insurance Company)
- 앰허스트 아일랜드 상호 보험 회사 (Amherst Island Mutual Insurance Company)
- 앤티고니시 농민 상호 보험 회사 (Antigonish Farmers' Mutual Insurance Company)
- 에어 농민 상호 보험 회사 (Ayr Farmers Mutual Insurance Company)
- 퀸테 만 상호 보험 회사 (Bay of Quinte Mutual Insurance Company)
- 베네바 보험 (Beneva insurance)
- 버티 & 클린턴 상호 보험 회사 (Bertie & Clinton Mutual Insurance Company)
- 브랜트 상호 보험 회사 (Brant Mutual Insurance Company)
- 카라도크 델라웨어 상호 보험 회사 (Caradoc Delaware Mutual Insurance Company)
- 칼튼 상호 보험 회사 (Carleton Mutual Insurance Company)
- 카유가 상호 보험 회사 (Cayuga Mutual Insurance Company)
- 클레어 상호 보험 회사 (Clare Mutual Insurance Company)
- 커먼웰 상호 보험 그룹
- 더프린 상호 보험 회사 (Dufferin Mutual Insurance Company)
- 덤프리스 상호 보험 회사 (Dumfries Mutual Insurance Company)
- 엣지 상호 보험 회사 (Edge Mutual Insurance Company)
- 캐나다 에퀴터블 생명 보험 회사 (The Equitable Life Insurance Company of Canada)
- 이리 상호 보험 회사 (Erie Mutual Insurance Company)
- 펀디 상호 보험 회사 (Fundy Mutual Insurance Company)
- 게르마니아 상호 보험 회사 (Germania Mutual Insurance Company)
- 게르마니아 상호 보험 회사 서스캐처원 (Germania Mutual Insurance Company Saskatchewan)
- 고어 상호 보험 회사
- 그렌빌 상호 보험 회사
- 할웰 상호 보험 회사
- 헤이 상호 보험 회사 (Hay Mutual Insurance Company)
- 하트랜드 농장 상호 (이전 노스 워털루 & 옥스퍼드) (Heartland Farm Mutual (formerly North Waterloo & Oxford))
- 하워드 상호 보험 회사 (Howard Mutual Insurance Company)
- 호윅 상호 보험 회사 (Howick Mutual Insurance Company)
- HTM 보험 회사 (HTM Insurance Company)
- 켄트 & 에식스 상호 보험 회사 (Kent & Essex Mutual Insurance Company)
- 킹스 상호 보험 회사
- 램턴 상호 보험 회사 (Lambton Mutual Insurance Company)
- L&A 상호 보험 회사 (L&A Mutual Insurance Company)
- MAX 캐나다 보험 회사 (MAX Canada Insurance Company)
- 매킬럽 상호 보험 회사
- 마이 상호 보험 (My Mutual Insurance)
- 메노나이트 상호 보험 회사 (알베르타) 유한 (Mennonite Mutual Insurance Company (Alberta) Ltd.)
- 미들섹스 상호 보험 회사 (Middlesex Mutual Insurance Company)
- 브리티시컬럼비아 상호 화재 보험 회사 (The Mutual Fire Insurance Company of British Columbia)
- 노스 블렌하임 상호 보험 회사 (North Blenheim Mutual Insurance Company)
- 노스 켄트 상호 보험 회사 (North Kent Mutual Insurance Company)
- 노바 상호 보험 회사 (노퍽 상호 보험 회사와 와비사 상호 보험 회사의 합병으로 설립)[8]
- 필 상호 보험 회사 (Peel Mutual Insurance Company)
- PEI 상호 보험 회사 (PEI Mutual Insurance Company)
- 픽토 카운티 농민 상호 보험 회사 (Pictou County Farmers' Mutual Insurance Company)
- 포티지 라 프레리 상호 보험 회사
- 프로뮤츄엘 상호 보험 회사
- 레드 리버 상호 보험 (Red River Mutual Insurance)
- 서스캐처원 상호 보험 회사 (Saskatchewan Mutual Insurance Company)
- 사우스이스턴 상호 보험 회사 (SouthEastern Mutual Insurance Company)
- 사우스 이스트호프 상호 보험 회사 (South Easthope Mutual Insurance Company)
- 스탠리 상호 보험 회사 (Stanley Mutual Insurance Company)
- 타운 & 컨트리 상호 보험 회사 (Town & Country Mutual Insurance Company)
- 타운센드 상호 보험 회사
- 트래디션 상호 보험 회사 (Tradition Mutual Insurance Company)
- 트릴리엄 상호 보험 회사 (Trillium Mutual Insurance Company)
- 유나이티드 제너럴 보험 공사 (United General Insurance Corporation)
- 어스본 & 히버트 상호 보험 회사 (Usborne & Hibbert Mutual Insurance Company)
- 와와네사 상호 보험 회사
- 웨스트 엘긴 상호 보험 회사 (West Elgin Mutual Insurance Compa)
- 웨스트민스터 상호 보험 회사 (Westminster Mutual Insurance Company)
- 웨스트 와와노시 상호 보험 회사 (West Wawanosh Mutual Insurance Company)
- 야머스 상호 보험 회사 (Yarmouth Mutual Insurance Company)

### 덴마크
- 트리그 (상호 회사 Tryghedsgruppen이 60% 소유)
- 레러스탄덴스 브란포르시크링[9]

#### 페로 제도
- 페로 보험 회사 (Tryggingarfelagið Føroyar)

### 핀란드
- 포흐얀태흐티 상호 보험 www.pohjantahti.fi
- 투르바 상호 보험 회사 www.turva.fi

### 프랑스
일반 상호 보험 회사
- 그루파마 (Groupama)
- 마시프
- Mutuelle d'assurance des instituteurs de France([[:fr:{{{3}}}|프랑스어판]])
- 마트무트
- 마프
- MMA
- SMACL
- 텔렘 보험
- Mocf
- Mutlog

건강 보험 회사
- ACORIS 뮤튜엘 (ACORIS Mutuelles)
- 알무트라 (Almutra)
- 아브니르 상테 뮤튜엘 (Avenir Santé Mutuelle)
- 코랄리스 뮤튜엘 르 리브르 쇼이스 (Choralis Mutuelle le libre choix)
- 컴플레비 (Complévie)
- CMIP
- EMOA 뮤튜엘 뒤 바르 (EMOA Mutuelle du Var)
- 그루프 빅토르 위고 (Groupe Victor HUGO)
- 라 메종 뒤 퐁크시오네르 (La Maison du Fonctionnaire)
- 라 뮤튜엘 카탈라네 (La Mutuelle Catalane)
- 라 뮤튜엘 데 렘파르 (La Mutuelle des Remparts)
- MBA 뮤튜엘 (MBA Mutuelle)
- MCEN
- M 콤 뮤튜엘 (M Comme Mutuelle)
- MFCF
- 뮤튜엘 앙트랭 (Mutuelle Entrain)
- 뮤튜엘 제네랄 다비뇽 (Mutuelle Générale d'Avignon)
- 뮤튜엘 제네랄 데 슈미노 (Mutuelle Générale des Cheminots)
- MIPSS 오베르뉴 (MIPSS Auvergne)
- MOAT
- 뮤튜엘 마트라 아셰트 (Mutuelle Matra Hachette)
- 뮤튜엘 뒤 페이 마르테갈 (Mutuelle du Pays Martégal)
- 뮤튜엘 뒤 페이 드 보클뤼즈 (Mutuelle du Pays de Vaucluse)
- 뮤튜엘 뒤 렘파르 (Mutuelle du Rempart)
- 뮤튜엘 SEPR (Mutuelle SEPR)
- 뮤튜엘 뒤 솔레일 (Mutuelles du Soleil)
- 프레코시아 (Precocia)
- 세레나 뮤튜엘 (Sereina Mutuelle)

- Mutuelle générale de l'Éducation nationale([[:fr:{{{3}}}|프랑스어판]])
- 뮤투알리아
- 뮤투알 제네랄
- 하르모니 뮤투엘*
- MNT

### 독일
- Arbeitsgemeinschaft der Versicherungsvereine auf Gegenseitigkeit e.V.
- VERBAND DER VERSICHERUNGSVEREINE

### 일본
- 아사히 생명 보험
- 메이지 야스다 생명 보험
- 닛폰 생명 보험
- 스미토모 생명 보험
- Fukoku Mutual Life Insurance Company(일본어판)

### 뉴질랜드
- FMG 보험
- MAS

### 필리핀
- 인술라 생명

### 슬로베니아
- 브자엠나

### 남아프리카 공화국
- PPS (프로페셔널 프로비던트 소사이어티)[10]
- 이마스[11]
- AVBOB[12]

### 스페인
- 무투아 마드릴레냐

### 스웨덴
- 알렉타 (Alecta)
- 디나 푀르새크링아르 (Dina Försäkringar)
- 폴크삼
- 렌스푀르새크링아르
- 스칸디아

### 영국
- 셰퍼즈 프렌들리 소사이어티
- 에듀케이션 뮤츄얼 (Education Mutual)
- 에퀴터블 라이프 보증 협회
- 엑세터 프렌들리 소사이어티
- NFU 뮤츄얼
- 인게이지 뮤츄얼 어슈어런스
- 헬스 쉴드 (Health Shield)
- 로얄 런던 그룹
- 투게더 뮤츄얼 인슈어런스
- 밀리터리 뮤츄얼
- 스코티시 프렌들리
- UIA 뮤츄얼

### 미국
- 아카시아 생명 보험 회사
- 아큐이티 보험
- 이지스 리미티드[13]
- 아메리칸 패밀리 보험
- 아메리타스 생명 보험 회사
- 아미카 상호 보험 회사
- 어슈리티 생명 보험 회사
- 오토 오너스 보험
- 일부 블루크로스 블루실드 협회 제휴사 (이전 앤섬이었던 엘레반스 헬스 제외).
- 센트럴 상호 보험 회사 (Central Mutual Insurance Company)
- 아메리카 상호 보험 회사
- 코네티컷 상호 생명 보험 (Connecticut Mutual Life Insurance)
- 협동 보험 회사 (Co-operative Insurance Companies)
- 컨트리 파이낸셜
- CUNA 상호 그룹
- 고용주 상호 손해 보험 회사 (Employers Mutual Casualty Company)
- 아이오와 농민 상호 우박 보험 회사 (Farmers Mutual Hail Insurance Company of Iowa)
- FM 글로벌 (팩토리 상호 보험 회사)
- 그레인지 보험 협회
- 조지아 농장국 연맹
- 그레인지 상호 손해 보험 회사
- 그레이터 뉴욕 상호 보험 회사[14]
- 그리넬 상호[15]
- 가디언 라이프[16]
- 헬스 케어 서비스 코퍼레이션 (일리노이, 몬태나, 뉴멕시코, 오클라호마, 텍사스의 블루크로스 블루실드)
- 라파예트 라이프
- 리버티 뮤추얼
- 메이플 밸리 상호 보험
- 매사추세츠 상호 생명 보험 회사
- 오하이오 메디컬 뮤추얼
- 메노나이트 상호 보험 회사[17]
- 미네소타 변호사 상호 보험 회사
- 미네소타 상호 회사, Inc.[18]
- 미주리 고용주 상호
- 뮤추얼 베네핏 생명 보험 (Mutual Benefit Life Insurance)
- 아메리카 상호
- 오마하 상호
- 내셔널 라이프 그룹
- 내셔널와이드 상호 보험 회사
- 뉴잉글랜드 라이프 (New England Life)
- NYCM 보험
- 뉴욕 라이프
- NJM 보험 그룹
- 노퍽 & 데드햄 그룹
- 노리디언 상호 보험 회사
- 노스웨스턴 뮤추얼
- 오하이오 내셔널 생명 보험 회사
- 원아메리카 파이낸셜 파트너스, Inc.
- 퍼시픽 라이프 보험 회사
- PEMCO
- 펜 뮤추얼
- 퓨어
- 소그래스 상호 보험 회사
- 뉴욕 시큐리티 상호 생명 보험 회사
- 센트리 보험
- SFM 상호 보험 회사[19]
- 셸터 보험
- 스테이트 팜 보험
- 유니파이 컴퍼니스
- 유니온 센트럴 생명 보험 회사
- 웨스트 벤드 상호 보험 회사
- 위스콘신 상호 보험 회사
- 웨스턴 상호 보험 그룹

## 관련조문
제664조 (상호보험에의 준용)
이 편의 규정은 그 성질이 상반되지 아니하는 한도에서 상호보험에 준용한다.

## 같이 보기
- 상호보험교환 – 상호회사와 유사하게 주주가 소유하지 않는 보험 회사의 한 형태이다.
- 보장 및 배상 보험
- 영리보험

## 참고 문헌
- 이기수∙최병규∙김인현, 『보험∙해상법』, 박영사, 2008. ISBN 9788910515210
- Emery, Herbert, and George Emery. A Young Man’s Benefit: The Independent Order of Odd Fellows And Sickness Insurance in the United States and Canada, 1860–1929 (McGill-Queen's University Press, 1999).
- Van Leeuwen, Marco H.D. Mutual Insurance, 1550–2015: From Guild Welfare and Friendly Societies to Contemporary Micro-Insurers (Palgrave Macmillan, 2016) 321 pp. online review, A standard scholarly history